# Mauro Wilson
Mauro Wilson (Rio de Janeiro, 1958) é um roteirista e autor de telenovelas e seriados brasileiro. Tem uma longa carreira como roteirista, trabalhou como autor colaborador de novelas como O Beijo do Vampiro e escreveu os roteiros de filmes para Os Trapalhões e Angélica. Tem em seu currículo programas de sucesso como TV Colosso, Caça Talentos e Sai de Baixo. Mauro é vencedor de dois prêmios Emmy Internacional, pelos seriados Doce de Mãe (2014) e A Mulher Invisível (2011).

## Filmografia

### Televisão
| Ano       | Título                      | Escalação                       | Emissora   | Parceiros titulares |
| --------- | --------------------------- | ------------------------------- | ---------- | ------------------- |
| 1984      | Humor Livre                 | Roteirista                      | TV Globo   |                     |
| 1984      | Guerra dos Sexos            | Redação                         | TV Globo   |                     |
| 1988—1992 | Os Trapalhões               | Redação                         | TV Globo   | [ nota 1 ]          |
| 1990      | História do Humor no Brasil | Roteirista                      | TVE Brasil | [ nota 2 ]          |
| 1993—1997 | TV Colosso                  | Redação                         | TV Globo   | [ nota 3 ] [ 2 ]    |
| 1996—1998 | Caça Talentos               | Roteirista                      | TV Globo   | [ nota 4 ] [ 2 ]    |
| 1996—02   | Sai de Baixo                | Redação                         | TV Globo   | [ nota 5 ] [ 2 ]    |
| 2002—03   | O Beijo do Vampiro          | Colaboração                     | TV Globo   | [ nota 6 ] [ 2 ]    |
| 2003      | Sexo Frágil                 | Roteirista                      | TV Globo   | [ nota 7 ]          |
| 2004—05   | Começar de Novo             | Colaboração                     | TV Globo   | [ nota 8 ]          |
| 2005—07   | Os Amadores                 | Autor principal                 | TV Globo   | [ 1 ]               |
| 2005—14   | A Grande Família            | Roteirista                      | TV Globo   | [ nota 9 ]          |
| 2006—07   | Pé na Jaca                  | Colaboração                     | TV Globo   | [ nota 10 ]         |
| 2008—11   | Aline                       | Autor principal                 | TV Globo   | [ 4 ]               |
| 2011      | A Mulher Invisível          | Redação                         | TV Globo   | [ nota 11 ] [ 2 ]   |
| 2014      | Doce de Mãe                 | Redação                         | TV Globo   | [ nota 12 ] [ 5 ]   |
| 2013—14   | A Mulher da Sua Vida        | Roteirista                      | TV Globo   | [ nota 13 ]         |
| 2015—16   | Chapa Quente                | Redação                         | TV Globo   | [ nota 14 ]         |
| 2016      | Nada Será Como Antes        | Colaboração                     | TV Globo   | [ nota 15 ] [ 4 ]   |
| 2017      | Os Trapalhões               | Redação                         | TV Globo   | [ 4 ]               |
| 2017      | A Fórmula                   | Autor principal / Redação final | TV Globo   | [ nota 16 ] [ 4 ]   |
| 2017      | Cidade Proibida             | Autor principal / Redação final | TV Globo   | [ 4 ]               |
| 2018      | Ilha de Ferro               | Redação final                   | Globoplay  | [ nota 17 ]         |
| 2021—22   | Quanto Mais Vida, Melhor!   | Autor principal                 | TV Globo   | [ 4 ]               |
| 2025      | Êta Mundo Melhor!           | Autor principal                 | TV Globo   | [ nota 18 ] [ 4 ]   |

### Cinema
| Ano  | Título                                        | Escalação  |
| ---- | --------------------------------------------- | ---------- |
| 1988 | Os Heróis Trapalhões - Uma Aventura na Selva  | Roteirista |
| 1989 | A Princesa Xuxa e os Trapalhões               | Roteirista |
| 1989 | Os Trapalhões na Terra dos Monstros           | Roteirista |
| 1990 | O Mistério de Robin Hood                      | Roteirista |
| 1991 | Os Trapalhões e a Árvore da Juventude         | Roteirista |
| 2006 | O Cavaleiro Didi e a Princesa Lili            | Roteirista |
| 2014 | Os Caras de Pau em O Misterioso Roubo do Anel | Roteirista |